# Antoni Waszkiewicz (porucznik)
Antoni Władysław Ambroży Waszkiewicz, Waśkiewicz (ur. 12 czerwca 1806 w Warszawie, zm. 15 kwietnia 1876 w Paryżu) – żołnierz armii Królestwa Polskiego, porucznik artylerii podczas powstania listopadowego, odznaczony Krzyżem Virtuti Militari. Wyemigrował do Francji.

## Życiorys
Od 1816 roku uczeń Korpusu Kadetów, później szkoły aplikacyjnej. W 1823 roku został konduktorem kwatermistrzostwa. W czasie powstania listopadowego służył w 1-ej kompanii pozycyjnej artylerii pieszej; odznaczony został 25 lipca 1831 złotym Krzyżem Virtuti Militari. 17 stycznia 1831 awansował na podporucznika, a 24 września 1831 na porucznika.
Po powstaniu przybył w styczniu 1832 do Besançon, a później przez pewien czas mieszkał w Szwajcarii. Po powrocie do Francji zamieszkał w departamencie Seine; został dyrektorem poczty w Passy. 6 października 1849 otrzymał obywatelstwo francuskie.